# Ludwig Seibert
Ludwig (Louis) Seibert (* 21. Mai 1833 in Cleeberg; † 29. Juli 1903 im Kloster Altenberg bei Solms) war ein deutscher Musikdirektor und Komponist.
Seibert begann seine Karriere im Militärdienst des Herzogtums Nassau. 1859 wurde er in der ehemaligen nassauischen Hauptstadt Weilburg Dirigent der Regimentskapelle. Er leitete zudem die städtische Liedertafel. 1867 ging er als Musiklehrer in die nassauische Hauptstadt Wiesbaden, wo er Musikdirektor wurde.
Seibert verfasste neben Opern und Sinfonien auch Ouvertüren und Kammermusik sowie Chöre und Lieder.